# Tornei di tennis femminili indipendenti nel 1987
Nel 1987 la maggior parte dei tornei di tennis femminili facevano parte del Virginia Slims World Championship Series 1987 ma alcuni non erano inseriti in nessuno circuito.

## Gennaio
| Settimana | Torneo                                                                    | Vincitore        | Finalista                 | Semifinalisti | Eliminati ai quarti |
| --------- | ------------------------------------------------------------------------- | ---------------- | ------------------------- | ------------- | ------------------- |
| gennaio   | New Zealand Championships 1987 Auckland, Nuova Zelanda Singolare - Doppio | Belinda Cordwell | non conosciuta (bandiera) |               |                     |
| gennaio   | New Zealand Championships 1987 Auckland, Nuova Zelanda Singolare - Doppio |                  |                           |               |                     |

## Febbraio
Nessun evento

## Marzo
Nessun evento

## Aprile
Nessun evento

## Maggio
| Settimana | Torneo                                                           | Vincitore                  | Finalista                 | Semifinalisti | Eliminati ai quarti |
| --------- | ---------------------------------------------------------------- | -------------------------- | ------------------------- | ------------- | ------------------- |
| 3 maggio  | Taranto Open 1987 Taranto, Italia Terra rossa Singolare - Doppio | Nataša Zvereva 7-6 4-6 6-3 | Regina Rajchrtova Kordova |               |                     |
| 3 maggio  | Taranto Open 1987 Taranto, Italia Terra rossa Singolare - Doppio |                            |                           |               |                     |

## Giugno
| Settimana | Torneo                                                                   | Vincitore              | Finalista      | Semifinalisti | Eliminati ai quarti |
| --------- | ------------------------------------------------------------------------ | ---------------------- | -------------- | ------------- | ------------------- |
| giugno    | Kent Championships 1987 Beckenham, Gran Bretagna Erba Singolare - Doppio | Barbara Potter 7-6 7-5 | Alycia Moulton |               |                     |
| giugno    | Kent Championships 1987 Beckenham, Gran Bretagna Erba Singolare - Doppio |                        |                |               |                     |

## Luglio
Nessun evento

## Agosto
| Settimana | Torneo                                                               | Vincitore             | Finalista                                          | Semifinalisti | Eliminati ai quarti |
| --------- | -------------------------------------------------------------------- | --------------------- | -------------------------------------------------- | ------------- | ------------------- |
| 17 agosto | Tennis ai X Giochi panamericani Indianapolis, USA Singolare - Doppio | Gisele Miro           | Adriana Isaza                                      |               |                     |
| 17 agosto | Tennis ai X Giochi panamericani Indianapolis, USA Singolare - Doppio | Sonia Hahn Ronni Reis | Stati Uniti (bandiera) · non conosciuta (bandiera) |               |                     |

## Settembre
Nessun evento

## Ottobre
Nessun evento

## Novembre
| Settimana   | Torneo                                                             | Vincitore                   | Finalista                   | Semifinalisti | Eliminati ai quarti |
| ----------- | ------------------------------------------------------------------ | --------------------------- | --------------------------- | ------------- | ------------------- |
| 22 novembre | Austrian Indoors 1987 Wels, Austria Singolare - Doppio             | Barbara Paulus 6-2 6-2      | Denisa Szabova Krajcovicova |               |                     |
| 22 novembre | Austrian Indoors 1987 Wels, Austria Singolare - Doppio             |                             |                             |               |                     |
| 22 novembre | South African Open 1987 Johannesburg, Sudafrica Singolare - Doppio | Gretchen Magers 6-7 7-6 6-4 | Lou Allen                   |               |                     |
| 22 novembre | South African Open 1987 Johannesburg, Sudafrica Singolare - Doppio |                             |                             |               |                     |

## Dicembre
Nessun evento